# Change (Népal)
Pour les articles homonymes, voir Change.
Change (en népalais : चाँगे) est un comité de développement villageois du Népal situé dans le district de Taplejung. Au recensement de 2011, il comptait 4 034 habitants.